# 早坂峠道路
- 日本の道路 > 一般国道 > 国道455号 > 早坂峠道路

早坂峠道路（はやさかとうげどうろ）は、岩手県盛岡市から下閉伊郡岩泉町へ至る国道455号のバイパス道路である。

## 概要

### 道路諸元
- 起点：盛岡市藪川字末崎
- 終点：岩泉町釜津田字権現

### 概説
国道455号の早坂峠（旧道）は9%の急勾配と68箇所もの急カーブ（うちヘアピン12箇所）が約5kmにわたり連続する交通の難所となっており、特に冬期間はスリップ事故が多発していた。
この難所を解消し冬期の安全通行を確保すべく、1998年より旧道の南側に延長3.115kmの早坂トンネル工事を含む総延長6.2kmのバイパス工事に着手し、2007年10月8日の14時より供用を開始した（東側に「道の駅三田貝分校」も同時開業）。
片側1車線で車道幅は9.5m。距離は従来の旧道より約5.5km短縮され、所要時間も15分程度の短縮が見込まれている。
早坂トンネルは岩手県が管理する道路トンネルでは最長であると共に、岩手県内の一般道トンネル全体では2番目の長さを誇っている。
ちなみに、旧道は盛岡市道及び岩泉町道にそれぞれ格下げとなり、冬の積雪期は道路維持管理及び除雪の費用を節約するために閉鎖されている。